# BMW Serie 7
La Serie 7 è una famiglia di autovetture di lusso (segmento F) prodotta, in diverse serie, dalla Casa tedesca BMW.

## Notizie generali
Presentata a Monaco di Baviera nel giugno del 1977, la prima serie della nuova berlina BMW sostituiva nella gamma di modelli prodotti dalla nota casa automobilistica bavarese le apprezzate E3, andando a porsi un gradino più in alto rispetto alla BMW Serie 5, allora in listino già da 5 anni. 
Analogamente a quanto era già accaduto con gli altri modelli, la vettura venne catalogata come appartenente ad una serie identificata da un numero, divenendo la Serie 7. La sigla era completata dall'indicazione della cilindrata divisa per cento. La sigla di progetto della prima serie era E23.
A partire dal 1977, la produzione della Serie 7 si è articolata in sette serie, così riepilogabili:
| Sigla               | Immagine | Periodo produzione |
| ------------------- | -------- | ------------------ |
| BMW E23             |          | dal 1977 al 1986   |
| BMW E32             |          | dal 1986 al 1994   |
| BMW E38             |          | dal 1994 al 2001   |
| BMW E65/E66/E67/E68 |          | dal 2001 al 2008   |
| BMW F01/F02         |          | dal 2008 al 2015   |
| BMW G11 e G12       |          | dal 2015 al 2022   |
| BMW G70             |          | dal 2022           |

## Siti di produzione
Oltre che nelle tradizionali fabbriche tedesche di Dingolfing, dal 2002 la BMW Serie 7 viene prodotta anche in Thailandia nello stabilimento di Rayong inaugurato nel maggio 2000 in seguito a un investimento di 25 milioni di dollari. In questo stesso stabilimento sono prodotte anche la Serie 5 e la X3.

Nel 2003 è iniziata la produzione africana della Serie 7 attraverso la Bavarian Auto nello stabilimento egiziano di October City dove sono prodotte anche le Serie 3, Serie 5 e X3.